# 청각속
청각속은 깃털말목 청각과에 속하는 녹조식물의 분류군이다. 몸 색깔은 짙은 녹색이다. 사슴 뿔의 모양으로 옆으로 가지가 뻗듯이 자라난다.

## 쓰임
식용으로 널리 쓰인다. 전라도에서는 김치에 고명으로 넣거나 무쳐 먹는다.